# Kalāteh-ye Shādī
Kalāteh-ye Shādī (persiska: کلاته شادی) är en ort i Iran.   Den ligger i provinsen Khorasan, i den nordöstra delen av landet, 600 km öster om huvudstaden Teheran. Kalāteh-ye Shādī ligger 974 meter över havet och antalet invånare är 913.
Terrängen runt Kalāteh-ye Shādī är huvudsakligen platt, men norrut är den kuperad.Runt Kalāteh-ye Shādī är det glesbefolkat, med 19 invånare per kvadratkilometer. Närmaste större samhälle är Kāshmar, 13,2 km öster om Kalāteh-ye Shādī. Trakten runt Kalāteh-ye Shādī är ofruktbar med lite eller ingen växtlighet.